# Camponotus puberulus
Camponotus puberulus é uma espécie de inseto do gênero Camponotus, pertencente à família Formicidae.